# Ge och ta

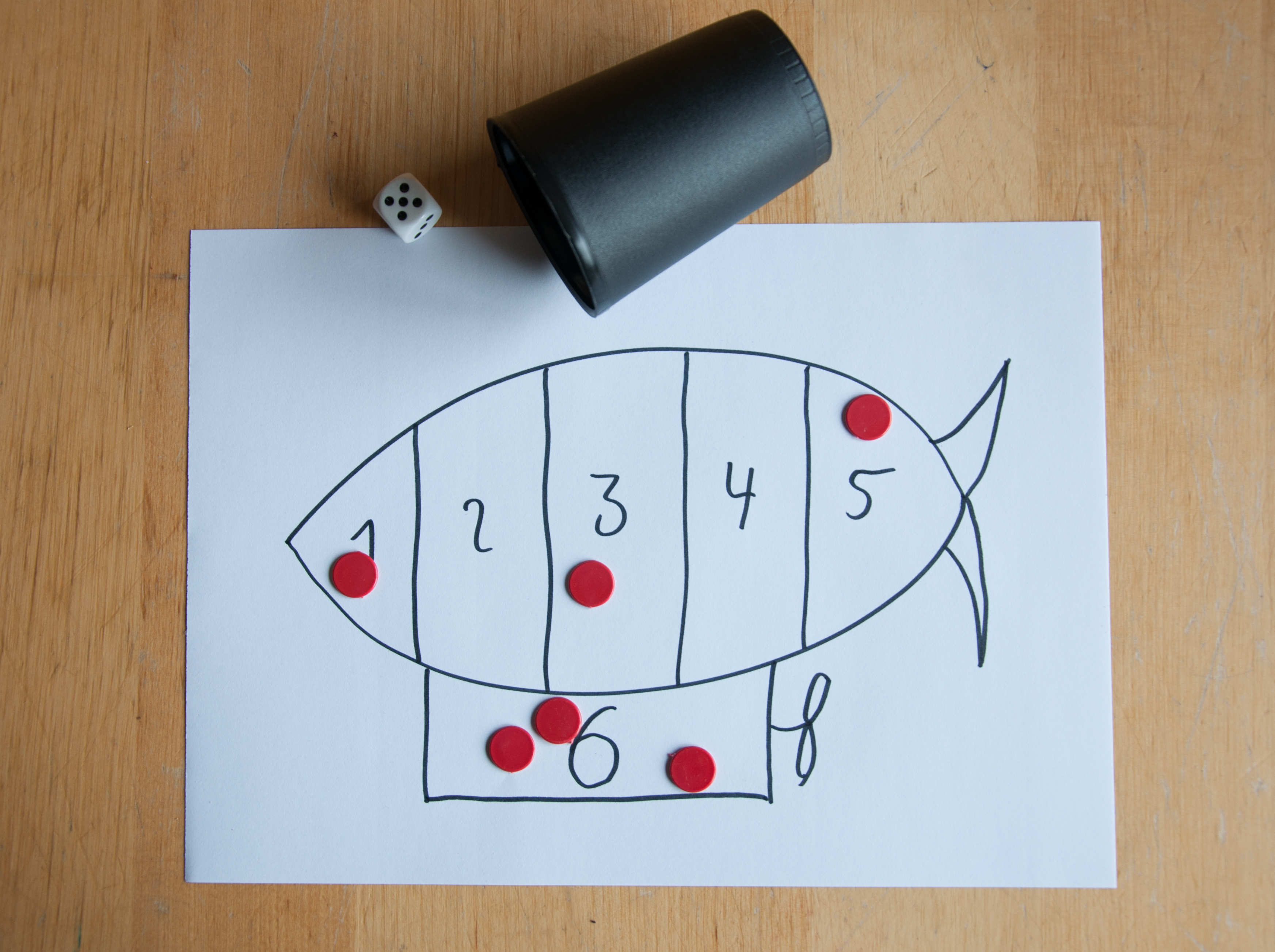
Spelplan till Zeppelin, en tysk version av Ge och ta.

Ge och ta, även kallat ledigt eller fisken, är ett tärningsspel, till vilket det förutom en tärning också hör en spelplan med sex rutor, numrerade 1–6, som ritats upp på ett papper.
Vid spelets början har varje spelare ett överenskommet antal spelmarker (eller till exempel tändstickor). Spelarna turas om att kasta tärningen. Om tärningen visar en av sidorna 1, 2, 3, 4 eller 5 får spelaren lägga ifrån sig en spelmark i motsvarande ruta på spelplanen. Skulle där redan ligga en mark, måste spelaren i stället ta upp denna. När tärningen visar en 6:a lägger man alltid ifrån sig en mark i ruta nummer 6; de marker som läggs där ingår inte längre i spelet. Den som först blivit av med alla sina marker vinner spelet.
Spelet är känt i Europa sedan medeltiden.
I stället för rutor kan spelplanen ha en teckning av till exempel en fisk, uppdelad i sex olika fält. I en tysk version av spelet, Zeppelin, används en avbildning av en zeppelinare som spelplan.
Den svenska leksaksproducenten Brio har tillverkat ett spel i trä, kallat kulbank, som spelas efter samma principer.